# Peripantostilop
El peripantostilop (Peripantostylops minutus) és una espècie extinta de mamífer notoungulat de la família dels henricosbòrnids que visqué a Sud-amèrica durant l'Eocè, fa entre 41,3 i 47,8 milions d'anys. Se n'han trobat restes fòssils a la província argentina de Chubut. Es tracta de l'única espècie descrita del gènere Peripantostylops, encara que hi ha material que ha estat assignat a Peripantostylops sp. A més a més, anteriorment contenia l'espècie P. orehor, actualment considerada un sinònim d'Henricosbornia lophodonta. Era un notoungulat relativament menut, amb una mida inferior a la de Kibenikhoria, Othnielmarshia i Henricosbornia.